# Aitaré da Praia
Aitaré da Praia é um filme brasileiro dos gêneros drama e romance, dirigido por Gentil Roiz e Ary Severo, tendo o último também interpretado o personagem principal, Aitaré. O filme foi gravado em Recife.

## Sinopse
Um jovem pescador chamado Aitaré se apaixona por uma moça chamada Cora e eles começam a namorar. Um dia, durante uma viagem de jangada, Aitaré salva as vidas de um coronel rico e sua filha. Aitaré briga com Traíra, amigo de Zeno, um marginal que vive na praia. A família de Cora reprova seu namoro com Aitaré. A certo ponto, Cora decide terminar o relacionamento entre os dois.

## Elenco
- Ary Severo como Aitaré
- Almery Steves como Cora
- Rilda Fernandes como Glória
- Antônio Campos como Artur, primo de Glória
- Jota Soares como Traíra
- Cláudio José como Zeno
- Mario Freitas Cardoso como Zé Amaro
- Rosa Temporal como Dona Guilhermina, mãe de Cora
- Queiroz Coutinho como Coronel Felippe Rosas, pai de Glória
- Tito Severo como Mário, irmão de Cora
- Luís Marques como Capitão Afonso
- Walderez de Souza
- Adelmar Tavares